# Kyle Kinane
Kyle Christian Kinane (Addison, 23 dicembre 1976) è un comico e attore statunitense.
È noto soprattutto per essere il doppiatore originale di Bossolo nella serie animata Paradise Police di Netflix.

## Carriera
La prima apparizione televisiva di Kinane è stata nella sitcom La tata nel ruolo di Roger Clinton da piccolo. Il suo album di debutto Death of the Party, registrato all'Upright Citizens Brigade Theatre di Los Angeles e pubblicato nel 2010 da AST Records, è stato accolto positivamente dalla critica.
Lavora da lungo tempo per il canale via cavo Comedy Central, fornendo inoltre la sua voce per i promo dal 2011. Il 25 febbraio 2011 ha presentato il suo primo episodio speciale di mezz'ora per Comedy Central Presents. Kinane è apparso in Drunk History (in cui ha raccontato la storia della rivolta di Haymarket mentre era brillo), il game show @midnight dove ha vinto per sette volte e la serie animata TripTank.
Nel 2012 ha pubblicato il suo primo episodio speciale di cabaret in DVD intitolato Whiskey Icarus. Il suo secondo speciale di cabaret in DVD, dal nome I Liked His Old Stuff Better, è stato distribuito nel 2015. Kinane è stato ospite nei programmi televisivi Last Call with Carson Daly, Live at Gotham, Conan e The Tonight Show with Jimmy Fallon. Ha aperto i tournée dei comici Patton Oswalt e Daniel Tosh. Inoltre è apparso in vari podcast audio e video, tra cui Comedy Bang! Bang!, Doug Loves Movies, Getting Doug with High, The Grandma's Virginity Podcast, The Nerdist Podcast, Comedy Film Nerds, Stop Podcasting Yourself, The Adam Carolla Show, You Made It Weird with Pete Holmes, All Growz Up with Melinda Hill WTF with Marc Maron e The Art of Wrestling with Colt Cabana.
È apparso anche nella webserie Outside Comedy, dove ha discusso della sua passione per le mountain bike. Gestisce un podcast dove appare assieme al suo gatto Dave "Street Justice" Stone, intitolato The Boogie Monster.

## Doppiatori italiani
- Vittorio Guerrieri in Casa Casinò

Da doppiatore è sostituito da:
- Vladimiro Conti in Aqua Teen Hunger Force
- Gianluca Crisafi in Paradise Police